# Kultura ceramiki dołkowej

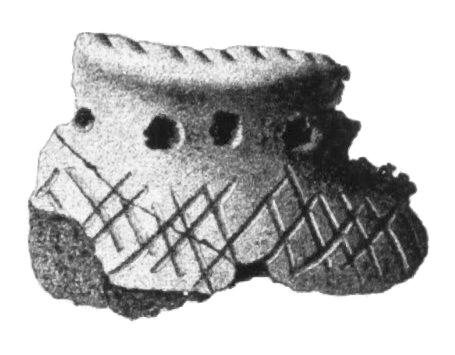
Fragment charakterystycznej ceramiki

Kultura ceramiki dołkowej – neolityczna kultura z okresu III i pocz. II tys. p.n.e. z terenu płn. Danii, płd. Norwegii oraz części Szwecji.
Gospodarka myśliwska, rybołówstwo i zbieractwo. Hodowla i rolnictwo rozwinięte słabo. Dobrze rozwinięty przemysł kamienny, ceramika zdobiona dołkami i stemplami „grzebykowymi”. Osady były zakładane na krótki czas, wyjątkowo spotyka się osady zamieszkiwane dłużej, np. zbudowane na palach jak w Alvastra.
Wyposażenie grobów bogate, głównie narzędzia kamienne, ozdoby kościane i bursztynowe (np. w Västerbjers).